# Li Jinzhe
Li Jinzhe (chiń. 李金哲; pinyin Li Jīnzhé; ur. 1 września 1989 w Pekinie) – chiński lekkoatleta specjalizujący się w skoku w dal.
W 2007 był finalistą mistrzostw Azji, a rok później zdobył brązowy medal mistrzostw Azji juniorów. Nie udało mu się awansować do finału mistrzostw świata w Berlinie (2009). Na koniec sezonu 2009 wywalczył złote medale mistrzostw Azji oraz igrzysk Azji Wschodniej. Uczestnik halowych mistrzostw świata (2010) oraz reprezentant Azji i Oceanii w pucharze interkontynentalnym (2010). Piąty zawodnik mistrzostw Azji (2011). W 2012 został halowym mistrzem Azji oraz uczestniczył w igrzyskach olimpijskich. Rok później zajął 12. miejsce na mistrzostwach świata w Moskwie. W 2014 sięgnął po srebro halowych mistrzostw świata w Sopocie oraz stanął n najwyższym stopniu podium podczas igrzysk azjatyckich. 
Medalista mistrzostw Chińskiej Republiki Ludowej oraz Chińskiej Olimpiady Narodowej.
Rekordy życiowe: stadion – 8,47 (28 czerwca 2014, Bad Langensalza) rekord Chin; hala – 8,23 (8 marca 2014, Sopot).

## Osiągnięcia
| Rok  | Impreza                   | Miejsce   | Lokata            | Wynik |
| ---- | ------------------------- | --------- | ----------------- | ----- |
| 2007 | Mistrzostwa Azji          | Amman     | 8. miejsce        | 7,62  |
| 2008 | Mistrzostwa Azji juniorów | Dżakarta  | 3. miejsce        | 7,62  |
| 2009 | Mistrzostwa świata        | Berlin    | el. – 13. miejsce | 8,01  |
| 2009 | Mistrzostwa Azji          | Kanton    | 1. miejsce        | 8,16  |
| 2009 | Igrzyska Azji Wschodniej  | Hongkong  | 1. miejsce        | 7,85  |
| 2010 | Halowe mistrzostwa świata | Doha      | el. – 18. miejsce | 7,68  |
| 2010 | Puchar interkontynentalny | Split     | 4. miejsce        | 7,98  |
| 2011 | Mistrzostwa Azji          | Kobe      | 5. miejsce        | 7,79  |
| 2012 | Halowe mistrzostwa Azji   | Hangzhou  | 1. miejsce        | 7,98  |
| 2012 | Igrzyska olimpijskie      | Londyn    | el. – 20. miejsce | 7,77  |
| 2013 | Mistrzostwa świata        | Moskwa    | 12. miejsce       | 7,86  |
| 2014 | Halowe mistrzostwa świata | Sopot     | 2. miejsce        | 8,23  |
| 2014 | Puchar interkontynentalny | Marrakesz | 5. miejsce        | 7,82  |
| 2014 | Igrzyska azjatyckie       | Inczon    | 1. miejsce        | 8,01  |
| 2015 | Mistrzostwa świata        | Pekin     | 5. miejsce        | 8,10  |